# Івоніно (Калузька область)
Івоніно (рос. Ивонино) — село в Мосальському районі Калузької області Російської Федерації.
Населення становить 34 особи. Входить до складу муніципального утворення Присілок Савино.

## Історія
Від 2004 року входить до складу муніципального утворення Присілок Савино.

## Населення
| 2002 | 2010 |
| ---- | ---- |
| 21   | ↗34  |